# Wielka Piątka orkiestr USA
Wielka Piątka orkiestr USA (ang. The Big Five) – zdaniem krytyków muzycznych pięć najbardziej znanych i cieszących się prestiżem orkiestr symfonicznych Stanów Zjednoczonych Ameryki.

## Opis
Do Wielkiej Piątki należą (w nawiasach siedziby i daty powstania):
- Filharmonia Nowojorska (Nowy Jork, Nowy Jork 1842)
- Bostońska Orkiestra Symfoniczna (Boston, Massachusetts 1881)
- Chicagowska Orkiestra Symfoniczna (Chicago, Illinois 1891)
- Orkiestra Filadelfijska (Filadelfia, Pensylwania 1900)
- Cleveland Orchestra (Cleveland, Ohio 1918)

Początkowo, około 1958 roku, krytycy wyróżnili „Big Three” w składzie Filharmonia Nowojorska, Bostońska Orkiestra Symfoniczna i Orkiestra Filadelfijska. Około roku 1965 do tej trójki dołączyły Cleveland Orchestra i Chicagowska Orkiestra Symfoniczna.
Do tej grupy orkiestr o stuletniej tradycji pretendują też inne orkiestry, praktycznie nieustępujące Wielkiej Piątce pod względem doskonałości, jak Los Angeles Philharmonic, San Francisco Symphony, Seattle Symphony, Atlanta Symphony Orchestra, Minnesota Orchestra i Saint Louis Symphony Orchestra. Krytycy muzyczni dyskutują nad wyborem „Big Ten” lub „Big Twenty Five”.